# Rolf Heißler
Rolf Heißler (ur. 3 czerwca 1948 w Bayreuth, zm. 18 maja 2023 w Offenbach am Main) – niemiecki, skrajnie lewicowy terrorysta, członek RAF.

## Życiorys
W latach 60. studiował filozofię na Uniwersytecie w Monachium. Poznał Brigitte Mohnhaupt i wszedł w struktury RAF. Podejrzewano go o udział w porwaniu i zamordowaniu Hannsa Martina Schleyera. Wziął udział w napadzie na bank 13 kwietnia 1971, po którym został skazany na 6 lat więzienia. Wraz z innymi terrorystami został wypuszczony w zamian za uwolnienie Petera Lorenza. 2 marca 1975 odleciał z RFN do Jemenu. W październiku 1976 wrócił do RFN. 1 listopada 1978 zastrzelił wraz z Adelheid Schulz dwóch holenderskich celników w Kerkrade. Został zatrzymany 9 czerwca 1979 we Frankfurcie nad Menem. Podczas strzelaniny został ciężko raniony w głowę. Skazano go 10 listopada 1982 na dożywocie. 26 października 2001 wyszedł z więzienia.